# 格尔马科夫卡
48°41′34″N 26°10′46″E / 48.69278°N 26.17944°E

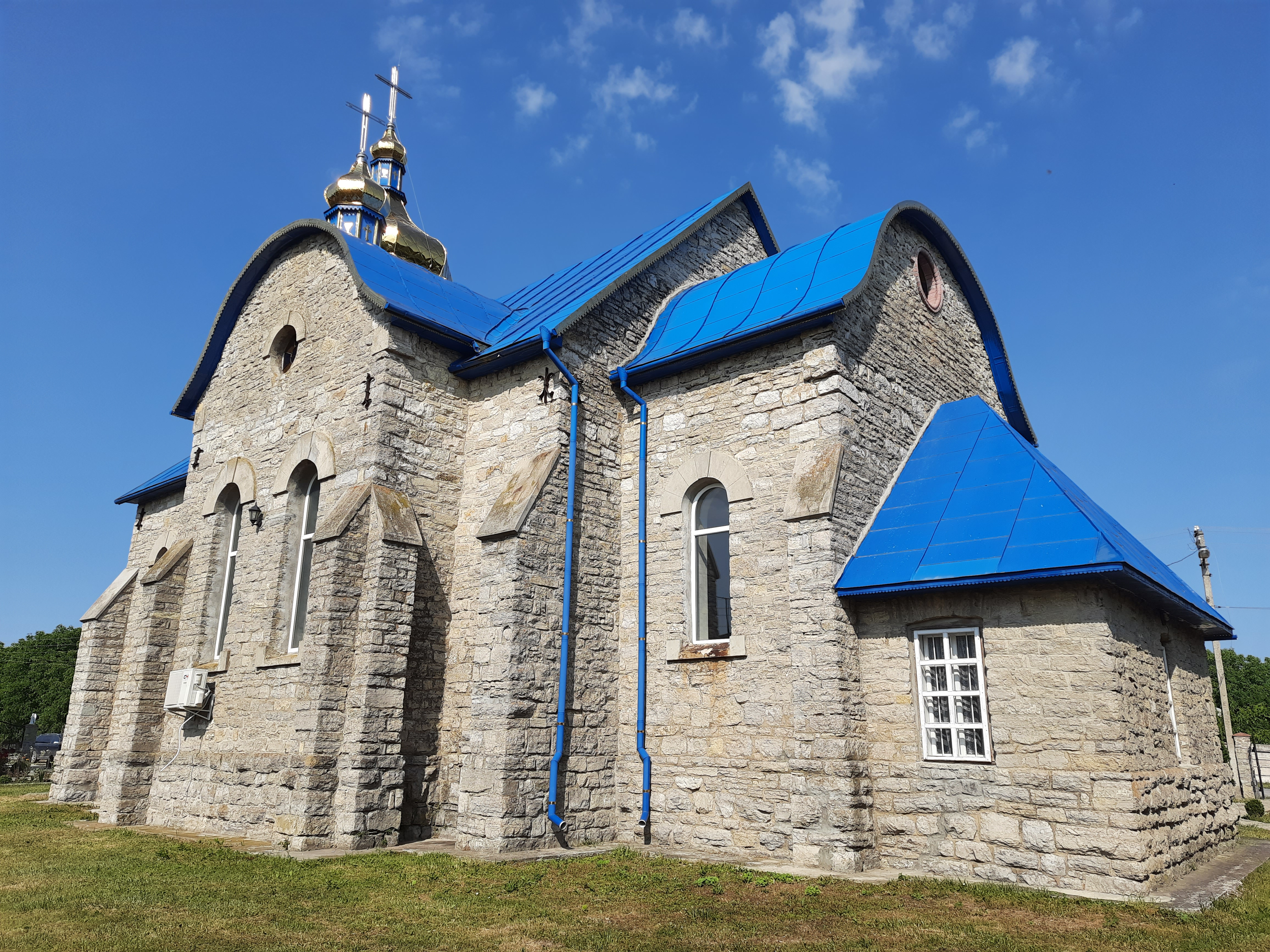
教堂

格尔马科夫卡（羅馬化：Hermakivka），又译为海尔马基夫卡，是烏克蘭的村落，位於該國部西部捷爾諾波爾州，由喬爾特基夫區伊万内-普斯泰市镇負責管轄，面積5.74平方公里，海拔高度247米，2001年人口1,854，人口密度每平方公里322.9人。